# Schroeder (Santa Catarina)
Schroeder es un municipio brasileño del estado de Santa Catarina. Tiene una población estimada al 2022 de 20 061 habitantes. Pertenece a la Región metropolitana del Norte-Nordeste Catarinense.

## Toponimia
El origen del nombre del municipio se debe al senador Christian Mathias Schroeder, natural de Hamburgo, ciudad situada en el norte de Alemania. Schroeder también se conoce informalmente con el nombre de Schroeder Strasse, especialmente entre la población de mayor edad que todavía habla alemán.

## Historia
La mayoría de los habitantes de este municipio es de ascendencia alemana y conservan aún ese idioma. Más concretamente la inmigración proveniente del norte de Alemania. Años después se asentó la presencia de otros grupos étnicos, en particular el de los italianos del norte de Italia (ver talian o italiano), también es parte del desarrollo histórico del municipio.
Se creó el distrito de Schroeder el 31 de julio de 1959 subordinado a Guaramirim. Se emancipó el 3 de octubre de 1964.